# 洪洋乡
洪洋乡是中国福建省福州市罗源县下辖的一个乡，洪洋乡地处罗源县中北部，东邻起步镇通往福州、宁德市等地，北和西北接中房镇通往古田县，南和西南与西兰乡接壤。行政区域面积70.11平方千米。
洪洋乡原属起步镇，后分解成立独立区。1958年，设公社。1984年，设乡。

## 行政区划
洪洋乡下辖18个行政村：洪洋村、皇万村、曹营村、王认村、石塘村、秋岭村、禄洋村、厝坪村、穴里村、盾后村、牛角丘村、后洋村、樟溪村、大目村、洋中村、车溪村、官村村、民族村。乡人民政府驻洪洋村桥尾34号。